# Мешушим
Мешуши́м (ивр. נַחַל מְשֻׁשִּׁים‎, на́халь-мешуши́м, «река шестиугольников»), или Вади́-Хава (араб. وادي الهوى‎, Вади́-эль-Хава), — река на Голанских высотах, впадающая в Тивериадское озеро. Самая длинная непересыхающая река на Голанских высотах.
Длина реки составляет 35 км (из них около 20 км не пересыхают), территория её бассейна — 160 км². Основными породами в бассейне реки являются плиоценовые и плейстоценовые базальты формации Башан.

## Гидрология и гидрография
Мешушим начинается у южного подножия горы Авиталь, недалеко от киббуца Эйн Зиван. Она течёт на юг и пересекает шоссе 91. Далее река протекает к востоку от горы Шифон и поворачивает на юго-запад. Вплоть до источника Нашут она не образует настоящего русла. Всего в её бассейне бьёт около 40 источников, 30 из них круглогодично, оставшиеся высыхают летом. Основными источниками, питающими реку, являются Санабер (находится в 1 км к югу от Нашут), Нашут, Дардара, Нааран, Сумсум, Амудия и Дура. Наиболее полноводным источником, питающим реку, является Абу-Фула. Начиная от источника Нашут русло реки становится всё глубже, в некоторых местах образуя каньон глубиной до 100 м. Это происходит благодяря тому, что река легко углубляется в столбчатый базальт. Ниже руин деревни Калат-аль-Краана река течёт по узкому каньону, изобилующему каскадами и бассейнами. Самым известным из них является Брехат-ха-Мешушим (ивр. בריכת המשושים‎, «бассейн шестиугольников»), который и дал реке её израильское название. Недалеко от Абу-Фула в Мешушим впадает вади Дура. В 400 м от места слияния расположена старинная мельница. В 6 км ниже в реку впадает её приток Кацрин. Река впадает в лагуну, образованную озером Киннерет.
Крупнейшим притоком реки является Завитан (длина полноводного участка — 15 км, площадь бассейна — 40 км²). Реку питают две группы родников — в верховьях и в низовьях. Недалеко от Хирбет-а-Шейх-Хусейн на река образует водопад Завитан (ар. Адир-а-Нахас) высотой около 25 м, падающий в большой котёл. Менее чем в километре ниже водопада находится узкое и бурное «Чёрное ущелье». Важным пересыхающим притоком является ручей Кацрин.
Среднегодовой расход воды составляет 27,5 млн м³/год (у устья), во время наводнений несёт в Киннерет больше воды, чем Иордан.

## Геология

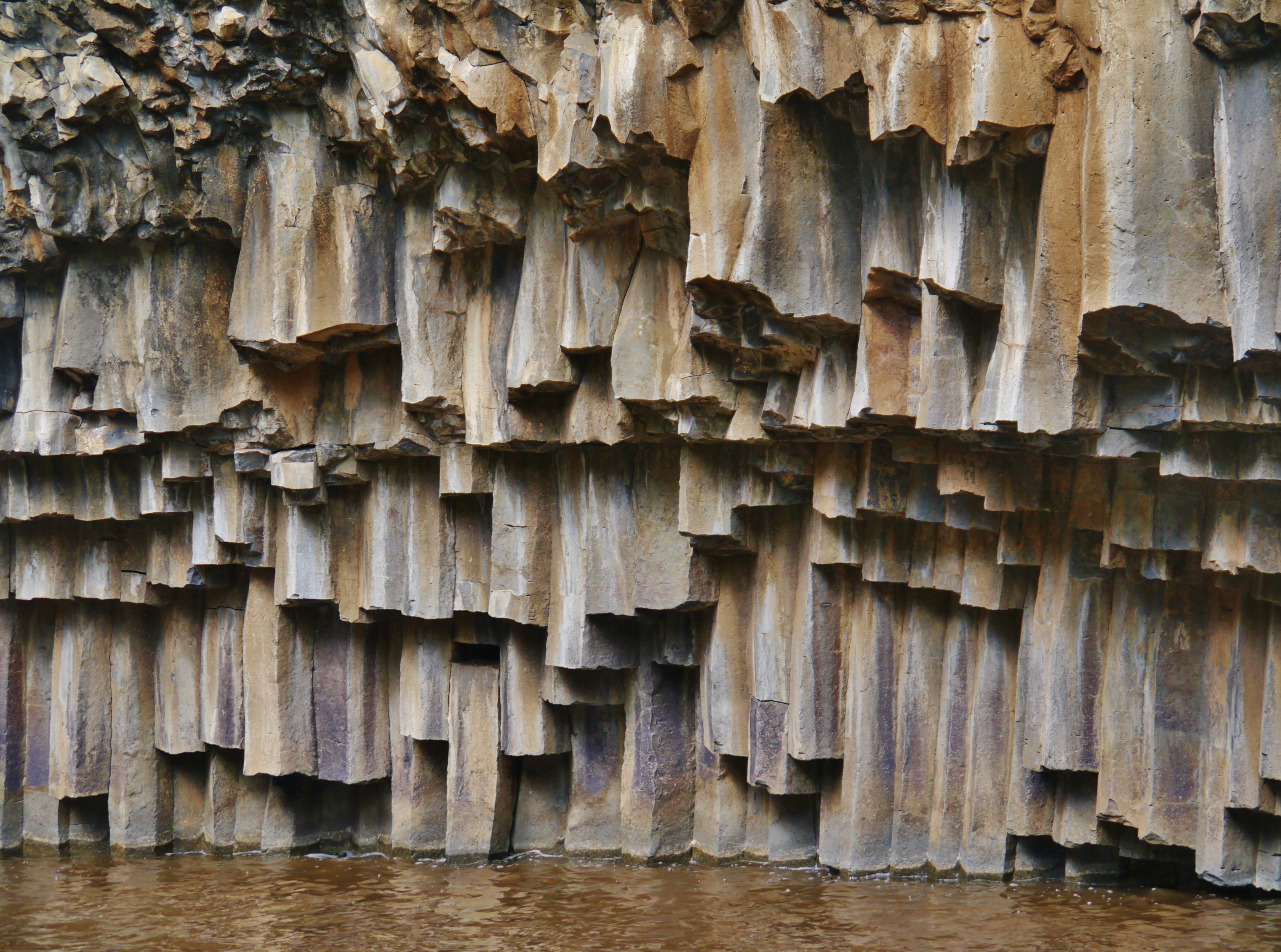
Брехат-ха-Мешушим

Брехат-ха-Мешушим размером примерно 20×30 м является необычным геологическим явлением, связанным с базальтовым вулканизмом. При извержении вулкана вязкие лавовые потоки на равнине с небольшим уклоном текут и остывают медленно. Постепенно в лаве возникают термонапряжения, отчего она растрескивается, но не беспорядочно, а по определённым направлениям. Когда этот процесс наиболее выражен, как на плато, через которое протекает Мешушим, он приводит к растрескиванию лавы на правильные шестиугольники и образованию колонн. В реальности часто встречаются также пятигранные колонны, реже — четырёхгранные и семигранные. Базальтовые колонны встречаются во многих местах на протяжении русла Мешушим и её притока Завитана, но лучше всего видны в Брехат-ха-Мешушим. Восточная стена водоёма сложена двумя рядами колонн высотой 3-5 м и диаметром 30-40 см.

## Растительность
Вдоль реки произрастает множество влаголюбивых растений, таких как ясень и олеандр.

## Археология
Около реки были найдены дольмены с наскальными рисунками.